# Heinrich Heydemann

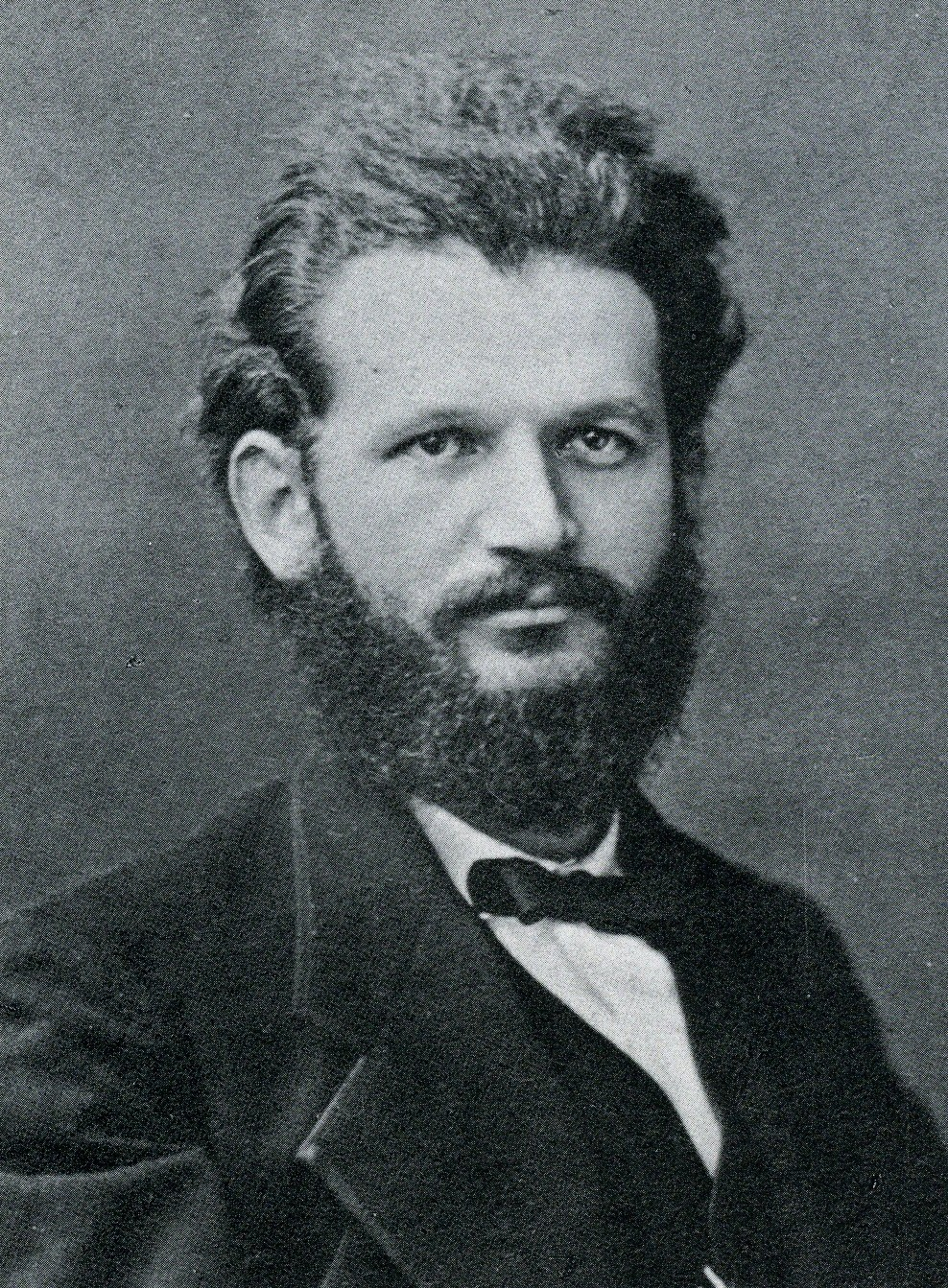
Heinrich Heydemann

Heinrich Heydemann (* 28. August 1842 in Greifswald; † 10. Oktober 1889 in Halle an der Saale) war ein deutscher Klassischer Archäologe.

## Leben

### Jugend und Studium
Heinrich Heydemann, der Sohn des Rechtsanwaltes Gustav Heydemann, wurde in Greifswald geboren. Seine Familie zog wenige Jahre später nach Stettin, wo Heydemann ab 1852 das Marienstiftsgymnasium besuchte. Seine Lehrer Franz Kern, Ludwig Giesebrecht und Karl Ernst August Schmidt regten ihn zu einem geisteswissenschaftlichen Studium an, das Heydemann 1861 in Tübingen begann. Zunächst studierte er Germanistik, wechselte jedoch unter dem Einfluss Conrad Bursians zur Altertumswissenschaft. Im Wintersemester 1862/63 wechselte er an die Universität Bonn, wo er philologische und archäologische Vorlesungen und Übungen bei Friedrich Ritschl und Otto Jahn besuchte und von Anton Springer in die neuere Kunstgeschichte eingeführt wurde. Hier wurde er Mitglied der Bonner Burschenschaft Frankonia. Nach einem Jahr in Bonn wechselte Heydemann an die Universität Greifswald, wo er sich ganz auf die Archäologie konzentrierte. Der dortige Archäologieprofessor Adolf Michaelis wurde sein Mentor. Neben archäologischen Lehrveranstaltungen besuchte Heydemann auch philologische bei Hermann Usener und Georg Friedrich Schömann. Im Wintersemester 1864/65 verließ Heydemann Greifswald und ging an die Berliner Universität, wo Karl Friederichs und besonders Eduard Gerhard seine akademischen Lehrer waren. Gerhard führte Heydemann in die antiken Baudenkmäler ein und regte ihn auch zu seiner Dissertation über bildliche Darstellungen des Theseus an, die 1865 in Berlin erschien (Analecta Thesea).

### Wanderjahre
Nach dem Studium arbeitete Heydemann noch einige Monate als Amanuensis (Hilfskraft) für den erblindeten Eduard Gerhard, der bereits todkrank war. Im Winter 1866 trat er eine Bildungs- und Forschungsreise nach Italien an. Er hielt sich lange in Rom auf, zeichnete in Ruvo die Vasensammlung des Giovanni Jatta und katalogisierte im Sommer und Herbst 1868 die Vasensammlung in Neapel. Bei einem längeren Aufenthalt in Athen half er dem Archäologen Friedrich Matz bei der Katalogisierung der verstreuten antiken Skulpturen, die in der Stadt entdeckt worden waren. Im Mai 1869 kehrte Heydemann nach Berlin zurück, wo er sich gegen Jahresende bei Ernst Curtius habilitierte (Eduard Gerhard war 1867 verstorben).

### Dozent in Berlin
In den folgenden Jahren war Heydemann mit der Auswertung und Publikation seiner italienischen Forschungsarbeiten beschäftigt. Seine Veröffentlichungen zur Vasenmalerei waren nicht so erfolgreich wie die gleichzeitig erschienene Sammelausgabe Otto Benndorfs, da Heydemanns Zeichnungen weniger exakt und stilecht waren. Heydemanns Publikationen zu den attischen Skulpturen ergänzten die Schriften Reinhard Kekulés, wurden aber kaum rezipiert. In Berlin heiratete Heydemann 1870 Aline Reichert, die Tochter des Anatomen Karl Bogislaus Reichert, mit der er sich 1868 in Rom verlobt hatte.
An der Berliner Universität hielt Heydemann als Privatdozent neben den Professoren Curtius und Friederichs kleinere archäologische Kollegs und Übungen, selten Vorlesungen. Nach Friederichs Tod 1871 bemühte er sich erfolglos, dessen Planstelle an der Universität zu erhalten (eine außerordentliche Professur). Friederichs’ Stelle als Assistent am Antiquarium, um die sich Heydemann ebenfalls beworben hatte, erhielt er erst 1873 – zunächst provisorisch für ein halbes Jahr, dann definitiv.

### Professor in Halle
Schon einige Monate später eröffnete sich eine neue berufliche Perspektive für Heydemann. Da sein Kollege Friedrich Matz im Frühjahr 1874 Friederichs’ Nachfolger in Berlin geworden war, war dessen Stelle an der Universität Halle vakant. Diese Stelle, ebenfalls eine außerordentliche Professur, erhielt Heydemann 1876. In Halle hielt Heydemann Vorlesungen und Übungen über das gesamte Feld der Archäologie. Er vergrößerte die Abgusssammlung des Archäologischen Museums, indem er die geringen finanziellen Mittel des Archäologischen Seminars durch Vorträge und Heranziehung von Förderern vergrößerte. In Halle begründete Heydemann außerdem das Hallische Winckelmannsprogramm, das von 1876 an jährlich erschien und von seinen Hallenser Nachfolgern fortgeführt wurde. In Anerkennung seiner Verdienste ernannte die Universität Heydemann 1882 zum ordentlichen Professor.
Im Frühjahr 1889 trat bei Heydemann eine Magenerkrankung auf. Er führte die Vorlesungen im Sommersemester trotz der Schmerzen zu Ende und ging anschließend zur Kur nach Kissingen. Als klar wurde, dass die Krankheit unheilbar ist, brach Heydemann die Kur ab und kehrte nach Halle zurück. Hier starb er am 10. Oktober 1889. Sein Nachlass ging an das Archäologische Museum, das unter seinem Nachfolger Carl Robert 1891 um einige Räume erweitert wurde.